# 孙受镇
孙受镇原来是中国山东省青岛市莱西市下辖的一个镇。2012年12月，莱西市政府将孙受镇，原沽河街道合并设立新的沽河街道。孙受镇明清属登州府莱阳县。民国初年属莱阳县第九区，1934年11月属沽阳乡农学校（驻夏格庄）。1940年春，改乡校为区，属第十区。1945年属莱西南县孙受区，1950年3月，属莱西县第二十二区。1952年改为第十八区。1958年9月改称孙受人民公社，1984年4月25日改称孙受乡，1993年改称孙受镇

## 行政区划
具体参考：沽河街道
现辖：
张格庄村、郎家庄村、徐家会村、蒲湾泊村、任家庄村、东王庄村、孙受一村、孙受二村、孙受三村、南庄村、东赵格庄村、中赵格庄村、西赵格庄村、东周格庄村、西周格庄村、王家寨子村、西张家寨子村、迟家庄村、芦家庄村、江家庄村、二甲村、董家山后村、巨家山后村、王家山后村、丁家山后村、前我乐村、后我乐村、花岭村、埠下村、刁家庄村、老屋早村、付家疃村、曲家庄村、耿家营村、刘家岭村、葛家埠村、兴旺庄村、涧沟村、南王家庄村、展家埠村、郭家庄村、沈家庄村、朱家庄村、北张家寨子村、藕湾头村、东杨格庄村、西杨格庄村、迟家会村、后逄家会村和马家会村。